# 集體決策
集體決策是指一個團體从备选方案中做出选择。这时的决策並非由群体中的任何一个人决定。此時所有的人都会对结果产生影响。群体做出的决定往往与个人做出的决定不同。集體決策的結果可以让其他利益相关者接受，彼此之間達成共识。根据協同效應的理念，集体做出的决定也往往比单个人做出的决定更佳。因為集體決策時，大家可以就一些事情進行共同审议、讨论和对话。
但是在某些情况下，这种方法也可能存在缺陷。在极端紧急情况或危机情况下，其他形式的决策可能更可取，因为紧急狀況下可能需要人們更快地下決定。 另一方面，在進行集體決策时，还必须考虑其他因素。例如群体极化這一情況。 